# Соломина, Мария Антониновна
Мари́я Антони́новна Соло́мина (Леони́дова) (род. 2 марта 1949 года) — советская киноактриса.

## Биография
Окончила Текстильный институт в Москве, по специальности художник-модельер.
Познакомилась с Виталием Соломиным в 1969 году на пробах фильма Петра Тодоровского «Городской романс», куда Соломин пробовался на роль Евгения Никитина.
Некоторое время работала в Театре оперетты, затем было два спектакля в Малом театре.
Работает в Доме моделей, а также редактором отдела в «Журнале мод».

## Семья
- Муж — Виталий Соломин (12 декабря 1941 — 27 мая 2002) — советский и российский актёр театра и кино. Дочери — Анастасия (1973 г. р.)[2][3], Елизавета (род. 12 мая 1984)[4].

## Фильмография
- 1970 — Городской романс — Маша
- 1973 — Облака
- 1978 — Двое в новом доме — Неля
- 1978 — Прыжок с крыши
- 1979 — Шерлок Холмс и доктор Ватсон. Знакомство — Эллен Стоунер / Джулия Стоунер
- 1981 — Сильва — Стасси, графиня Анастасия Эгенберг
- 2000 — Воспоминания о Шерлоке Холмсе[5] — Эллен Стоунер / Джулия Стоунер